# Cmentarz ewangelicki na Płoni w Raciborzu
Cmentarz ewangelicki – trzeci cmentarz ewangelicki, który powstał na Płoni – wsi włączonej później do Raciborza, założony około 1574 roku.

## Historia
Cmentarz i zbór powstał w wyniku przymusu opuszczenia Raciborza. Zakupili tutaj dom, który stał się domem modlitwy i teren pod cmentarz, który funkcjonował do 1740 roku, kiedy to raciborscy protestanci uzyskali zgodę na budowę kościoła i cmentarza w Raciborzu.